# Andreiașu de Jos
Andreiașu de Jos es una comuna ubicada en el distrito de Vrancea, Rumania.

## Superficie
Posee una superficie de 103,1 kilómetros cuadrados.

## Demografía
Hasta 2021 la población era de 1461 habitantes, con una densidad de población de 14,17 habitantes por kilómetro cuadrado.